# Сарапуло-Воткинская операция
Сарапуло-Воткинская операция (25 мая — 12 июня 1919) — наступление войск Восточного фронта РККА при поддержке Волжской военной флотилии против сил Русской армии с целью занятия Ижевско-Воткинского промышленного района.
Сарапуло-Воткинская операция составная часть Контрнаступления Восточного фронта.

## Предыстория
К 19 мая 1919 года войскам Северной группы Восточного фронта (2-я и 3-я армии) удалось остановить продвижение белогвардейской Сибирской армии на рубеже устье реки Вятка, река Кильмезь, верховье реки Кама. 24 июня войска 5-й армии (командующий М. Н. Тухачевский) форсировали реку Уфа и вступили на Уфимское плоскогорье. Этот прорыв заставил генерала Гайду перебросить часть войск на южный фланг (крыло) Сибирской армии, что создало благоприятные возможности для перехода в наступление левого крыла Восточного фронта.

## Расстановка сил
2-я армия (командующий В. И. Шорин, члены РВС В. И. Соловьев, А. К. Сафонов, П. К. Штернберг, Д. П. Малютин) в составе 28-й, 21-й, 7-й и 5-й стрелковых дивизий держала оборону на 160-км участке фронта от устья реки Вятка до реки Кильмезь, прикрывая казанское направление. С войсками 2-й армии и её правого соседа — 5-й армии взаимодействовала Волжская военная флотилия (командующий П. И. Смирнов). 3-я армия (командующий С. А. Меженинов, члены РВС Н. И. Муралов, Н. Н. Кузьмин) в составе 30-й и 29-й стрелковых дивизий, Бригады особого назначения, Особой бригады и Северного экспедиционного отряда оборонялись на вятском направлении на рубеже от устья реки Кильмезь до Кайгородка на участке 560 км. Во 2-й и 3-й армии насчитывалось 41,2 тысяч штыков, 5,1 тысяч сабель, 189 орудий, 1006 пулемётов.
Сибирская армия (командующий генерал Р. Гайда) в составе 4-го Сводно-Сибирского, 3-го Степного Сибирского и 1-го Средне-Сибирского корпусов имела 54,3 тысячи штыков, 3,7 тысяч сабель, 111 орудий, 572 пулемёта; её поддерживала Камская флотилия.

## Планы сторон
Замысел командования Восточного фронта (команующий А. А. Самойло, с 29 мая С. С. Каменев, члены РВС С. И. Гусев, М. М. Лашевич, К. К. Юренев): нанося удар войсками 2-й армии на Воткинский завод, и войсками правого крыла 3-й армии на Ижевск, разгромить 4-й Сводно-Сибирский и 3-й Степной Сибирский корпуса противника; войска левого крыла З-й армии должны были наступать на Карагай, а войска её центра не допустить прорыва противника на Западе; 5-я армия имела задачу выйти к устью реки Белая и, форсировав её в районе Бирска, наступать на Красноуфимск, в тыл Русской армии.
Русская армия имела задачу наступать на Глазов, Вятку, Котлас в целях соединения с англо-американскими войсками на Севере Сибири.

## Ход операции
Ещё 24 мая часть войск 28-й стрелковой дивизии переправилась на левый берег реки Вятка, заняв плацдарм на берегу. Силы Волжской военной флотилии, несмотря на неудачную попытку организовать обстрел Елабуги, обеспечили 25 мая успешную переправу остальных войск 2-й армии. 28-я стрелковая дивизия (командующий В. М. Азин) совместно с десантом флотилии 26 мая заняла Елабугу и к 30 мая продвинулась на 90—100 км. В это время её правый сосед, дивизии 5-й армии, вышли к реке Кама и устью реки Белая, а левый сосед — 7-я стрелковая дивизия продвинулась от реки Вятка на 30—50 км. Наступление войск 3-й армии не достигло успеха, белогвардейская группа генерала А. Н. Пепеляева нанесла встречные удары и продвинулась южнее и севернее Глазова на 40—60 км, создав угрозу захвата города.
Войска 28-й стрелковой дивизии 1 июня заняли Агрыз, а 2 июня Сарапул. К этому моменту 7-я стрелковая дивизия вышла к Агрызу, а 21-я стрелковая дивизия — к устью реки Вала. 3 июня белогвардейцам удалось снова захватить Агрыз, но 4 июня 7-я стрелковая дивизия возвратила его. 28-я стрелковая дивизия во взаимодействии с Волжской военной флотилией отразила удары противника на Сарапул. Белогвардейская Камская флотилия обстреливала красные части под Сарапулом, ответным огнём был потоплен корабль «Страшный». 7 июня войска 2-й армии заняли Ижевск и очистили от противника верховья рек Нылга и Ува.
Войска правого крыла 3-й армии заняли Кильмезь и начали бои за Селты. На вятском направлении белым удалось 2 июня занять Глазов. Однако затем активные действия войск 3-й армии и угроза тылу Сибирской армии со стороны наступавших войск 2-й армии заставили командование белых начать отвод своих войск на Восток. 6 июня 3-я армия перешла в контрнаступление с целью разгрома глазовской группировки противника. Части 2-й армии 11 июня захватили Воткинский завод, а к исходу 12 июня завершили занятие всего Воткинского района. 12 июня на красноуфимском направлении (в районе Галаново, Камбарский завод) 5-я стрелковая дивизия форсировала Каму и заняла на её левом берегу плацдарм. 3-я армия войсками правого крыла продвинулась на 40—60 км. Сарапуло-Воткинская операция проводилась на фронте около 700 км, на глубину до 300 км, средний темп наступления составлял до 20 км в сутки, что достигалось использованием на важнейших направлениях конницы.

## Итоги
В ходе операции Северной группы Восточного фронта был сорван план командования колчаковских войск на соединение с интервентами на Севере‚ нанесено поражение 3-му и 4-му корпусам Русской армии и занят важный Ижевско-Воткинский военно-промышленный район.